# Jean Marcadé

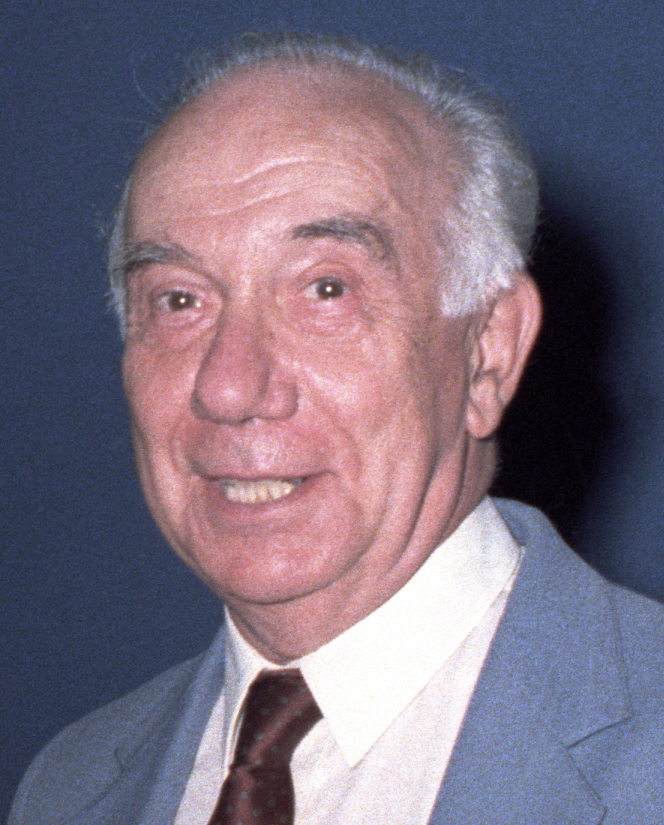
Jean Marcadé

Jean Marcadé (vollständiger Name Jean Adrien Joseph Marcadé; geboren am 27. April 1920 in Libourne; gestorben am 28. Dezember 2012 in Royan) war ein französischer Klassischer Archäologe.

## Werdegang
Jean Marcadé begann 1939 ein Studium der Geisteswissenschaften an der École normale supérieure in Paris. Nach der Agrégation in Altertumswissenschaft im Jahr 1943 wandte er sich unter dem Einfluss seiner Lehrer Charles Picard und Pierre de La Coste-Messelière der Klassischen Archäologie, insbesondere der griechischen Plastik und Epigraphik zu. 1946 bewarb er sich erfolgreich um eine Stelle an der École française d’Athènes, an der er zunächst bis 1950 unter Robert Demangel wirkte. Als Lehrer für Altgriechisch diente er 1950 dem Institut français d’Athènes, bevor er von 1951 bis 1953 erneut für die École français d’Athènes arbeitete. Die Athener Jahre waren vor allem mit Forschungen zu den Skulpturenfunden aus Delphi und Delos gefüllt – Sichtung des Materials, Dokumentation und Zusammenfügen der Fragmente.
Im Jahr 1953 kehrte er nach Frankreich zurück und wurde Dozent an der Universität Bordeaux, die ihn 1969 zum Professor für Klassische Archäologie und antike Kunstgeschichte ernannte. Im gleichen Jahr erfolgte die Promotion an der Universität von Paris mit der Arbeit Au musée de Délos. Étude sur la sculpture hellénistique en ronde bosse découverte dans l’île – eine Studie über die Funde hellenistischer Rundplastik von der Insel.
Ab 1971 hielt Jean Marcadé neben seiner Lehrverpflichtung in Bordeaux regelmäßig Seminare über griechische Plastik an der Université Paris 1 Panthéon-Sorbonne, die ihn 1978 auf den Lehrstuhl für Klassische Archäologie berief. Hier lehrte er bis zu seinem Ruhestand im Jahr 1989.
Jean Marcadé war in wissenschaftlichen Redaktionen und Direktorien verschiedener Zeitschriften tätig, etwa für die Revue des études anciennes, das Journal des savants und die Revue archéologique sowie die Monuments et Mémoires de la Fondation E. Piot. Für die Reihe Archaeologia Mundi des Schweizer Verlags Nagel übernahm er die wissenschaftliche Leitung bei 12 Bänden, für die Reihe L’art ancien de l’humanité bei 10 Bänden.
Jean Marcadé gehörte dem Beirat der École française d’Athènes, dem Komitee des Centre national de la recherche scientifique und dem Conseil national des universités, einem Beratungsgremium, das über die Laufbahnplanung von Universitätsprofessoren und Maîtres de conférences entscheidet, an. 1994 war er Präsident der Académie des inscriptions et belles-lettres, der er seit 1983 angehörte.

## Mitgliedschaften und Ehrungen
- Mitglied der Académie des inscriptions et belles-lettres
- Mitglied der Académie royale des Sciences, des Lettres et des Beaux-Arts de Belgique
- Mitglied der Académie des Sciences, Belles-Lettres et Arts de Bordeaux.
- Mitglied und Ehrenpräsident der Société archéologique de Bordeaux
- Mitglied der Société des antiquaires de France
- korrespondierendes Mitglied des Deutschen Archäologischen Instituts
- korrespondierendes Mitglied der Archäologischen Gesellschaft Athen
- Chevalier der Ehrenlegion
- Commandeur des Ordre national du Mérite
- Commandeur des Ordre des Palmes Académiques
- Offizier des Ordre des Arts et des Lettres

## Publikationen (Auswahl)
- Recueil des signatures de sculpteurs grecs. De Boccard, Paris 1953–1957.
- Essai d’un répertoire historique des sculpteurs célèbres (Antiquité gréco-romaine). Mazenod, Paris 1954.
- Roma Amor. Nagel, Genf 1961.
- Eros kalos. Essai sur les représentations érotiques dans l’art grec. Nagel, Genf 1962.
- Au Musée de Délos. Étude sur la sculpture hellénistique en ronde bosse découverte dans l’île. De Boccard, Paris 1969.
- Études de sculpture et d’iconographie antiques. Scripta varia, 1941–1991. Universität Sorbonne, Paris 1993.